# Formatura serigrafica
Esistono quattro sistemi di preparazione del telaio serigrafico:
1. sistema diretto
2. sistema capillare
3. sistema indiretto
4. sistema CTP

## Sistema diretto
si deposita la gelatina allo stato liquido fotosensibile sul tessuto del telaio spalmandola mediante una vaschetta su entrambe le facce della forma ottenendo un tutt'uno tra prodotto e tessuto.

## Sistema capillare
utilizza un prodotto fotosensibile allo stato solido già steso su un supporto plastico.

## Sistema indiretto
esegue l'esposizione con diapositivo sul prodotto fotosensibile prima del trasferimento sul telaio garantendo un'ottima copiatura dei grafismi che non è influenzata dalla trama del tessuto.

## Sistema CTP
esistono diversi sistemi di creazione di forme serigrafiche direttamente da computer:
- CTP ad intaglio
- CTP a ink-jet
- CTP laser
- CTP intaglio: utilizza come periferica di uscita del file un plotter, che manda una lama su un materiale adesivo. Il materiale viene poi applicato sul telaio e spellicolato nelle zone del grafismo che devono permettere il passaggio dell'inchiostro. Questo sistema è sconsigliato nella riproduzione di tratti fini o retinati.
- CTP ink-jet: utilizza come periferica di uscita una stampante ad ink-jet che applica come inchiostro una cera impermeabile. Stampando il lavoro in negativo sul telaio si chiudono le maglie di contrografismo lasciando libere quelle di grafismo.
- CTP laser: utilizza come periferica di uscita un laser che espone l'emulsione fotosensibile stesa direttamente su telaio. dopo lo sviluppo come nei procedimenti manuali le zone di grafismo vengono liberate e le zone di contrografismo rimangono impermeabili.